# Som Gospel (álbum de PG)
Som Gospel é uma coletânea musical de canções do cantor PG, lançada pela MK Music em 2009. Contendo quinze canções remasterizadas do cantor, vem em uma embalagem slidepac. Foi disco de ouro pela ABPD em 2011.

## Faixas
1. "Posso ouvir"
2. "Faz chover"
3. "Eu vou passar pela cruz"
4. "Aclame ao Senhor"
5. "Quero ser teu amigo"
6. "Eu sou livre"
7. "Resposta"
8. "Meu Senhor"
9. "Minha terra"
10. "De um lado ao outro"
11. "Tempo certo"
12. "Sábia Loucura"
13. "Santo"
14. "Herói oculto"
15. "Encontros e desencontros"